# 4 Equulei
4 Equulei, som är stjärnans Flamsteed-beteckning, är en trippelstjärna, belägen i den södra delen av stjärnbilden Lilla hästen ca 3° öster om Alpha Equulei. Den har en kombinerad skenbar magnitud av ca 5,94 och är mycket svagt synlig för blotta ögat där ljusföroreningar ej förekommer. Baserat på parallaxmätning inom Hipparcosuppdraget på ca 20,4 mas, beräknas den befinna sig på ett avstånd på ca 160 ljusår (ca 49 parsek) från solen. Den rör sig närmare solen med en heliocentrisk radialhastighet på ca -13 km/s.

## Egenskaper
Primärstjärnan 4 Equulei A är en gul till vit stjärna i huvudserien av spektralklass F8 V med ett ovanligt spektrum nästan helt utan linjer för litium. Den har en massa som är ca 1,4 solmassor, en radie som är ca 1,2 solradier och utsänder från dess fotosfär ca 5 gånger mera energi än solen vid en effektiv temperatur av ca 6 200 K.
4 Equulei A är en enkelsidig spektroskopisk dubbelstjärna med en omloppsperiod på 5,4093 ± 0,0026 år (1 975,76 ± 0,94 dygn) och en excentricitet av 0,39. Griffin (2011) noterade att massan för sekundärstjärnan troligen är minst lika med solens, vilket för en vanlig stjärna i huvudserien bör göra den synlig i spektrumet. Avsaknaden av nämnvärd ultraviolett strålning tycks utesluta den som vit dvärg. Istället kan den bestå av en dubbelstjärna av dvärgar med låg massa. 4 Equulei A har en följeslagare av magnitud 12,4, som 2012 låg med en vinkelseparation av 30,70 bågsekunder vid en positionsvinkel på 301°.